# 伍希齊
伍希齊（1457年—？），字孟倫，江西吉安府安福縣人，民籍，明朝政治人物。

## 生平
江西鄉試第十八名舉人，弘治三年（1490年）中式庚戌科會試第四十八名，三甲第一百五十七名進士。

## 家族
曾祖伍綸；祖父伍冕，知縣 贈監察御史；父伍體祥，封刑部員外郎。前母劉氏（贈宜人）；母劉氏（封宜人）。具庆下。兄伍希淵（布政司左參政）；希旦；希魚：伍希閔（按察司佥事）；希冉；希宪。從兄伍希閔，兄伍希淵。